# Tehnologie

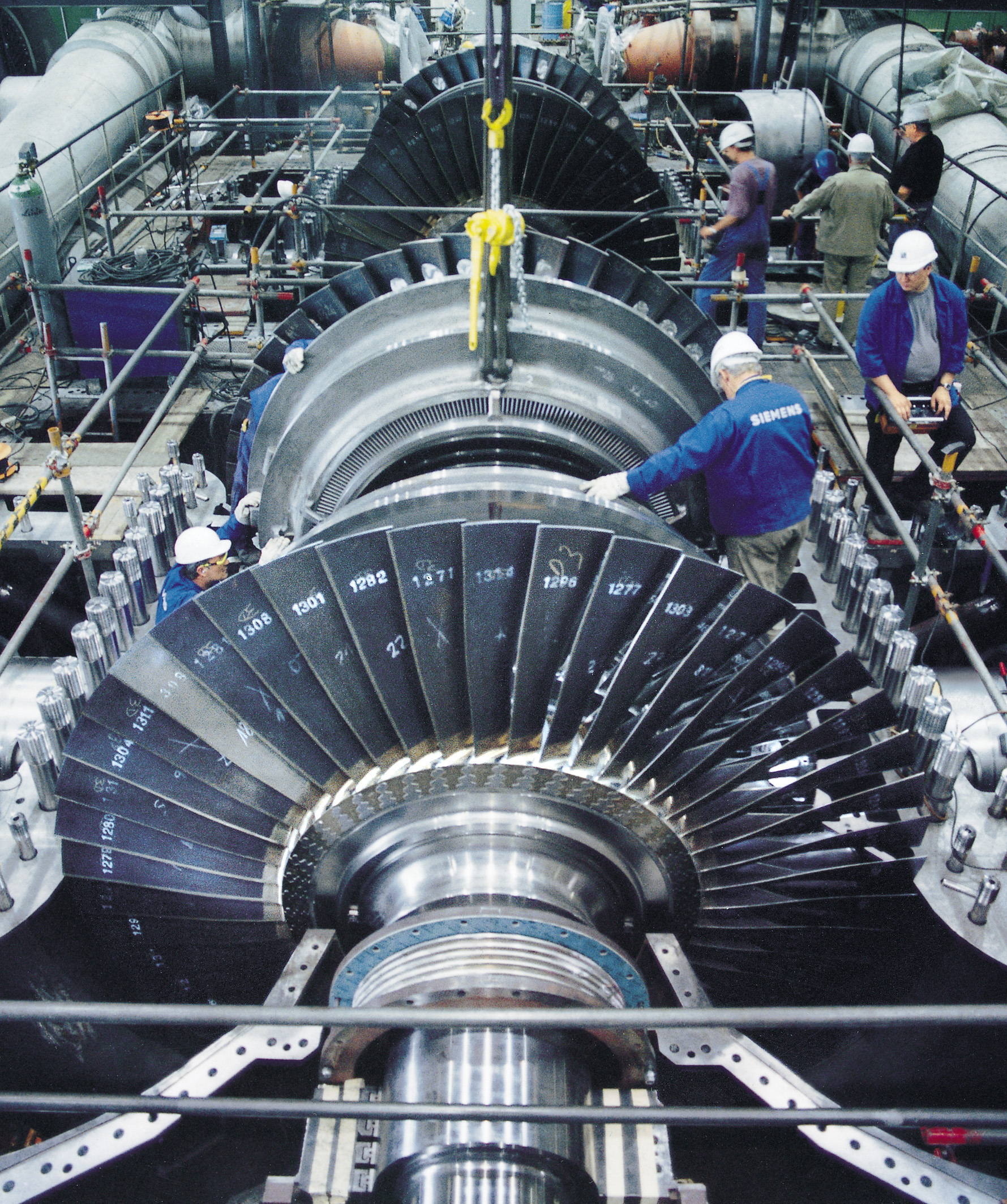
O turbină cu abur cu carcasa deschisă. Astfel de turbine produc cea mai mare parte a energiei electrice utilizate astăzi. Consumul de energie electrică și nivelul de trai sunt foarte corelate.

Tehnologie („știința meșteșugurilor”, din greaca veche τέχνη, techne, „artă, pricepere, abilitate a mâinii”; și -λογία, -logia) este suma tehnicilor, abilităților, metodelor și proceselor utilizate în producția de bunuri sau servicii sau în realizarea obiectivelor, cum ar fi cercetarea științifică.
Tehnologia poate fi cunoașterea tehnicilor, proceselor și altele asemenea sau poate fi încorporată în mașini pentru a permite funcționarea fără cunoștințe detaliate despre funcționarea lor. Sistemele (de exemplu, mașinile) care aplică tehnologia și produc un rezultat sunt denumite sisteme tehnologice.
Cea mai simplă formă de tehnologie este dezvoltarea și utilizarea instrumentelor de bază. Invenția preistorică de unelte din piatră fasonată, urmată de descoperirea modului de a controla focul a crescut numărul surselor de hrană. Revoluția neolitică ulterioară a extins acest lucru. Inventarea roții i-a ajutat pe oameni să călătorească și să controleze mediul.
Dezvoltările de-a lungul istoriei, printre care: tipografia, telefonul și internetul, au redus barierele fizice în calea comunicării și au permis oamenilor să interacționeze liber la scară globală.
Printre efectele tehnologiei se numără dezvoltarea economiilor mai avansate (inclusiv economia globală actuală) și apariția bunurilor Veblen. Multe procese tehnologice produc subproduse nedorite cunoscute sub denumirea de poluare și epuizează resursele naturale în detrimentul mediului înconjurător. Inovațiile au influențat întotdeauna valorile unei societăți și au ridicat noi întrebări în etica tehnologiei. Exemplele includ creșterea noțiunii de eficiență în ceea ce privește productivitatea umană și provocările bioeticii.
Utilizarea tehnologiei provoacă și dezbateri filosofice în care se discută dacă tehnologia îmbunătățește condiția umană sau o înrăutățește. Neo-ludismul, anarho-primitivismul și alte mișcări reacționare similare critică omniprezența tehnologiei, susținând că aceasta dăunează mediului și înstrăinează oamenii; susținătorii ideologiilor precum transumanismul și tehno-progresivismul consideră că progresul tehnologic continuu este benefic pentru societate și condiția umană.

## Definiție și utilizare

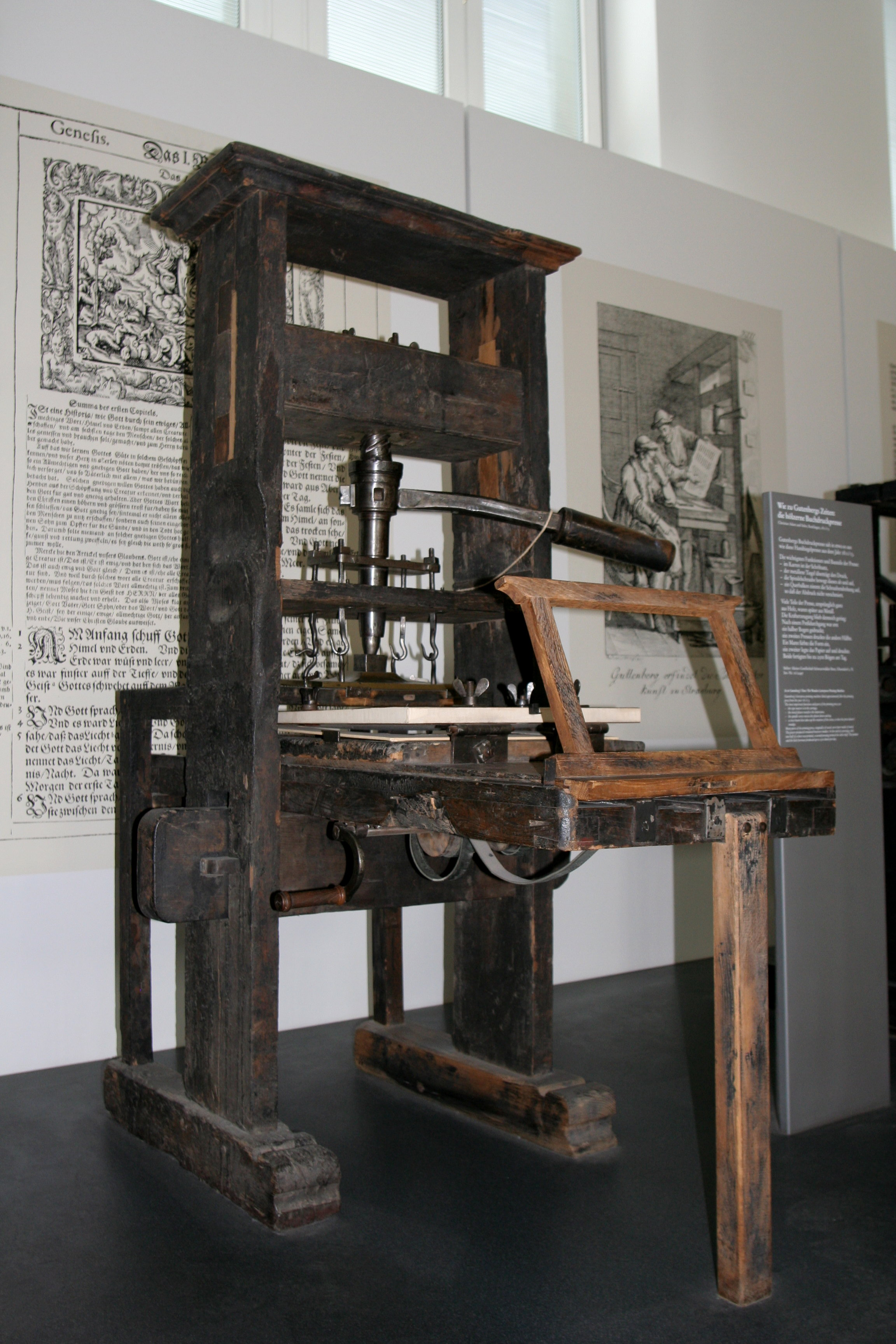
Răspândirea hârtiei și tiparului în Occident, ca și în această tipografie, a ajutat oamenii de știință și politicienii să își comunice ideile cu ușurință, ducând la Iluminism; un exemplu de tehnologie ca forță culturală.

Utilizarea termenului „tehnologie” s-a schimbat semnificativ în ultimii 200 de ani. Înainte de secolul al XX-lea, termenul era neobișnuit în limba engleză și era folosit fie pentru a se referi la descrierea sau studiul artelor utile, fie pentru a face aluzie la educația tehnică, ca în Massachusetts Institute of Technology (înființat în 1861).
Termenul „tehnologie” a luat amploare în secolul al XX-lea în conexiune cu a doua revoluție industrială. Înțelesurile termenului s-au schimbat la începutul secolului al XX-lea, când oamenii de știință americani, începând cu Thorstein Veblen, au tradus ideile din conceptul german Technik în „tehnologie”. În limba germană și în alte limbi europene, există o distincție între technik și technologie care este absentă în engleză, care traduce de obicei ambii termeni ca „tehnologie”. În anii 1930, „tehnologia” se referea nu numai la studiul artelor industriale, ci și la artele industriale în sine.
În 1937, sociologul american Read Bain scria că „tehnologia include toate uneltele, mașinile, ustensilele, armele, instrumentele, locuințele, îmbrăcămintea, dispozitivele de comunicare și transport și abilitățile prin care le producem și le folosim”. Oamenii de știință și inginerii preferă de obicei să definească tehnologia ca știință aplicată, mai degrabă decât ca lucruri pe care oamenii le fac și le folosesc. Mai recent, savanții au împrumutat de la filosofii europeni ai „tehnicii” pentru a extinde sensul tehnologiei la diferite forme ale rațiunii instrumentale, ca în lucrarea lui Foucault despre tehnologiile sinelui (techniques de soi).
Dicționarele și cercetătorii au oferit o varietate de definiții. Dicționarul Merriam-Webster oferă o definiție a termenului: „utilizarea științei în industrie, inginerie, etc, pentru a inventa lucruri utile sau pentru a rezolva probleme“ și „o mașină, echipament, metodă, etc., care este creat de tehnologie”. Enciclopedia Britanică oferă o definiție cu caracter general a tehnologiei: „aplicarea cunoașterii științifice pentru obiective practice ale vieții umane sau pentru schimbarea și manipularea mediului uman.”  Fiziciana Ursula Franklin, în prelegerea sa „Lumea reală a tehnologiei” din 1989, a dat o altă definiție a conceptului; este „practică, felul în care facem lucrurile pe aici”. Termenul este adesea folosit pentru a implica un domeniu specific al tehnologiei sau pentru a se referi la tehnologie înaltă sau doar la electronică de consum, mai degrabă decât la tehnologia în ansamblu. Filosoful francez Bernard Stiegler, în Tehnica și timpul, 1 susține că „tehnica” formează orizontul existenței umane.
Tehnologia poate fi mai larg definită ca entități, atât materiale cât și imateriale, create prin aplicarea efortului mental și fizic pentru a obține o anumită valoare. În această utilizare, tehnologia se referă la unelte și mașini care pot fi utilizate pentru rezolvarea problemelor din lumea reală. Este un termen de amploare care poate include unelte simple, cum ar fi o rangă sau o lingură de lemn, sau mașini mai complexe, cum ar fi o stație spațială sau un accelerator de particule. 
Uneltele și mașinile nu trebuie să fie materiale; tehnologia virtuală, precum software-ul și metodele de afaceri, intră sub această definiție a tehnologiei. Economistul american W. Brian Arthur definește tehnologia într-un mod la fel de larg ca „un mijloc de a îndeplini un scop uman”.

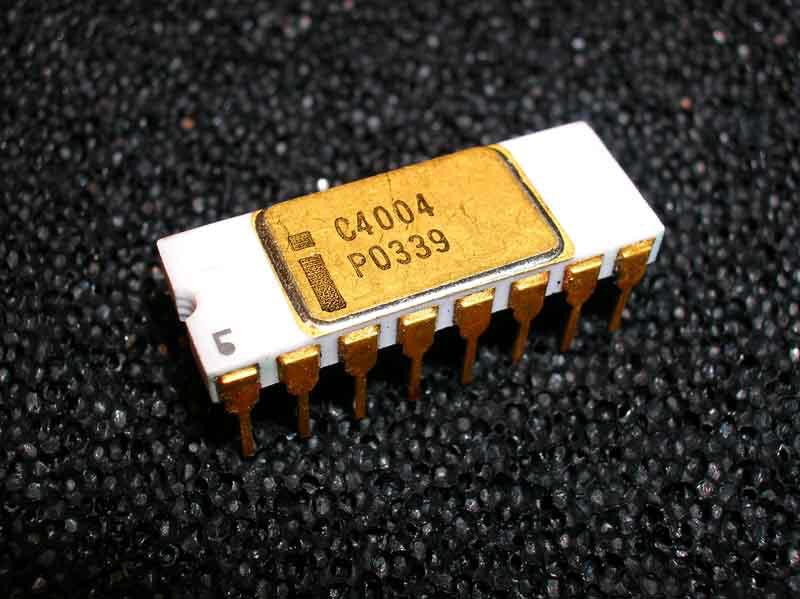
Inventarea circuitelor integrate și a microprocesorului (aici, un cip Intel 4004 din 1971) a dus la revoluția modernă a calculatorului.

Cuvântul „tehnologie” poate fi folosit și pentru a se referi la o colecție de tehnici. În acest context, starea actuală a cunoașterii umanității despre cum să combine resursele pentru a produce produsele dorite, pentru a rezolva probleme, a satisface nevoile sau a satisface dorințele; include metode tehnice, abilități, procese, tehnici, unelte și materii prime. Atunci când este combinat cu un alt termen, cum ar fi „tehnologie medicală” sau „tehnologie spațială”, se referă la starea cunoștințelor și instrumentelor domeniului respectiv. „Tehnologie de ultimă generație” se referă la tehnologia înaltă disponibilă umanității în orice domeniu.
Tehnologia poate fi privită ca o activitate care formează sau schimbă cultura. În plus, tehnologia este aplicarea matematicii, a științei și a artelor în beneficiul vieții așa cum este cunoscută. Un exemplu modern este creșterea tehnologiei de comunicare, care a redus barierele în calea interacțiunii umane și, prin urmare, a contribuit la crearea de noi subculturi; creșterea ciberculturii are la bază dezvoltarea internetului și a calculatorului. Ca activitate culturală, tehnologia precedă atât știința, cât și ingineria, fiecare dintre acestea formalizând unele aspecte ale efortului tehnologic.

## Știință, inginerie și tehnologie

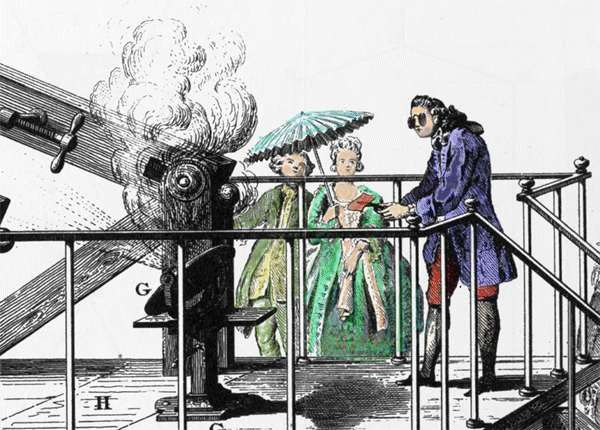
Antoine Lavoisier efectuează un experiment legat de arderea generată de lumina solară amplificată prin focalizare.

Distincția dintre știință, inginerie și tehnologie nu este întotdeauna clară. Știința este cunoașterea sistematică a lumii fizice sau materiale dobândită prin observare și experimentare. Tehnologiile nu sunt de obicei produse exclusiv ale științei, deoarece trebuie să îndeplinească cerințe precum utilitatea, gradul de utilizare și siguranța.
Ingineria este procesul orientat spre proiectare și realizare a instrumentelor și sistemelor de exploatare a fenomenelor naturale pentru mijloace umane practice, adesea (dar nu întotdeauna) folosind rezultate și tehnici din știință. Dezvoltarea tehnologiei se poate baza pe multe domenii ale cunoașterii, inclusiv cunoștințe științifice, inginerești, matematice, lingvistice și istorice, pentru a obține un rezultat practic.
Tehnologia este adesea o consecință a științei și ingineriei, deși tehnologia ca activitate umană precede cele două domenii. De exemplu, știința ar putea studia fluxul de electroni în conductorii electrici utilizând instrumente și cunoștințe deja existente. Această nouă cunoaștere poate fi apoi utilizată de ingineri pentru a crea noi instrumente și mașini, cum ar fi semiconductori, calculatoare și alte forme de tehnologie avansată. În acest sens, oamenii de știință și inginerii pot fi considerați amândoi tehnologi.
Relațiile exacte dintre știință și tehnologie, au fost dezbătute de oamenii de știință, istorici și decidenți politici la sfârșitul secolului al XX-lea, în parte deoarece dezbaterea poate informa finanțarea științei de bază și aplicată. În urma imediată a celui de-Al Doilea Război Mondial, de exemplu, în Statele Unite s-a susținut pe scară largă că tehnologia era pur și simplu „știință aplicată” și că finanțarea științei de bază obținea rezultate tehnologice în timp util. O articulare a acestei filosofii ar putea fi găsită în mod explicit în tratatul lui Vannevar Bush despre politica științifică postbelică, Știința - Frontiera fără sfârșit: „Produsele noi, noile industrii și mai multe locuri de muncă necesită adăugări continue la cunoașterea legilor naturii ... Aceste noi cunoștințe esențiale pot fi obținute numai prin cercetări științifice de bază”. La sfârșitul anilor 1960, însă, această viziune a fost atacată direct, conducând la inițiative de finanțare a științei pentru sarcini specifice. Problema rămâne controversată, deși majoritatea analiștilor rezistă modelului conform căruia tehnologia este rezultatul cercetării științifice.

## Istoric

### Paleolitic (2,5 milioane de ani– 10.000)

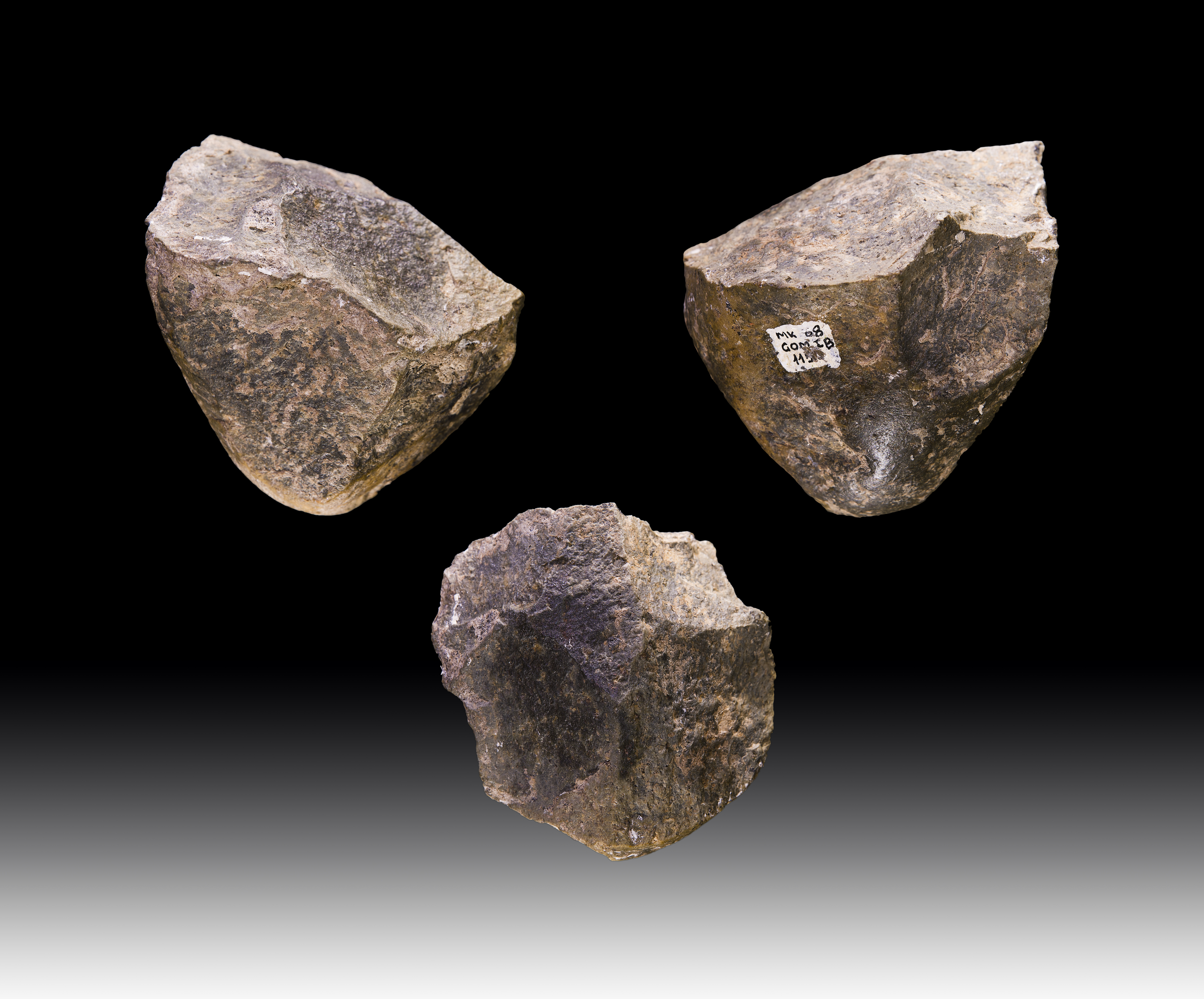
Choppere primitive (acum 1,7 milioane de ani)

Utilizarea uneltelor de către primii oameni a fost parțial un proces de descoperire și de evoluție. Primii oameni au evoluat de la o specie de hominizi culegători care erau deja bipezi, cu un creier cu masa de aproximativ o treime din cea a oamenilor moderni.  Utilizarea uneltelor a rămas relativ neschimbată pentru mare parte a istoriei timpurii a omenirii. Cu aproximativ 50.000 de ani în urmă, a apărut utilizarea uneltelor complexe și un set de comportamente, considerate de mulți arheologi ca fiind legate de apariția unui limbaj complet modern.

#### Unelte de piatră

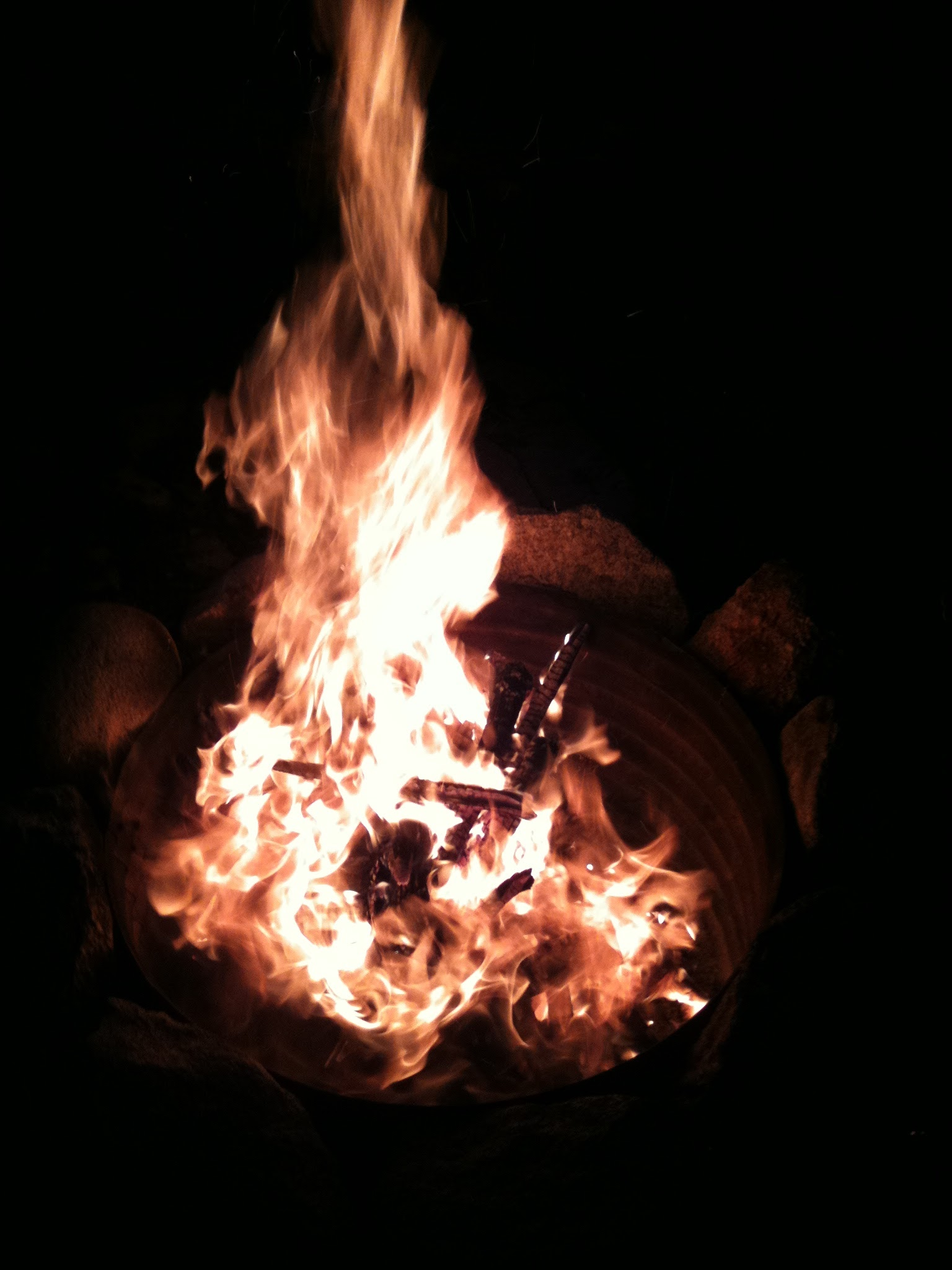
Foc adesea folosit pentru a găti hrana

Hominizii au început să folosească unelte de piatră primitive acum milioane de ani. Cele mai vechi unelte de piatră erau puțin mai mult decât o piatră spartă, dar acum aproximativ 75.000 de ani, metoda de tăiere a marginii unei unelte de piatră prin îndepărtarea fulgilor litici a oferit o modalitate de a face unelte mai fine.

#### Foc
Descoperirea și utilizarea focului, o sursă simplă de energie cu multe utilizări profunde, a fost un punct de cotitură în evoluția tehnologică a omenirii. Data exactă a descoperirii sale nu este cunoscută; dovezile oaselor de animale arse găsite la Leagănul Omenirii sugerează că domesticirea focului a avut loc înainte de 1 milion de ani; consensul științific indică faptul că Homo erectus a controlat focul acum 500.000-400.000 de ani. Focul, alimentat cu lemn și cărbune, le-a permis oamenilor timpurii să-și gătească hrana pentru a-i crește digestibilitatea, îmbunătățind valoarea nutritivă și lărgind numărul de alimente care puteau fi consumate.

#### Îmbrăcăminte și adăpost
Alte progrese tehnologice realizate în timpul Paleoliticului au fost îmbrăcămintea și adăpostul; adoptarea ambelor tehnologii nu poate fi datată exact, dar ele au fost o cheie pentru progresul umanității. Pe măsură ce era paleolitică a progresat, locuințele au devenit mai sofisticate și mai elaborate; încă de acum 380.000 de ani, oamenii construiau colibe temporare din lemn.
Îmbrăcămintea, adaptată din blana și pielea animalelor vânate, a ajutat omenirea să se extindă în regiuni mai reci; oamenii au început să migreze din Africa și pe alte continente, cum ar fi Eurasia.

### Neolitic prin antichitatea clasică (10.000– 300 d.Hr.)

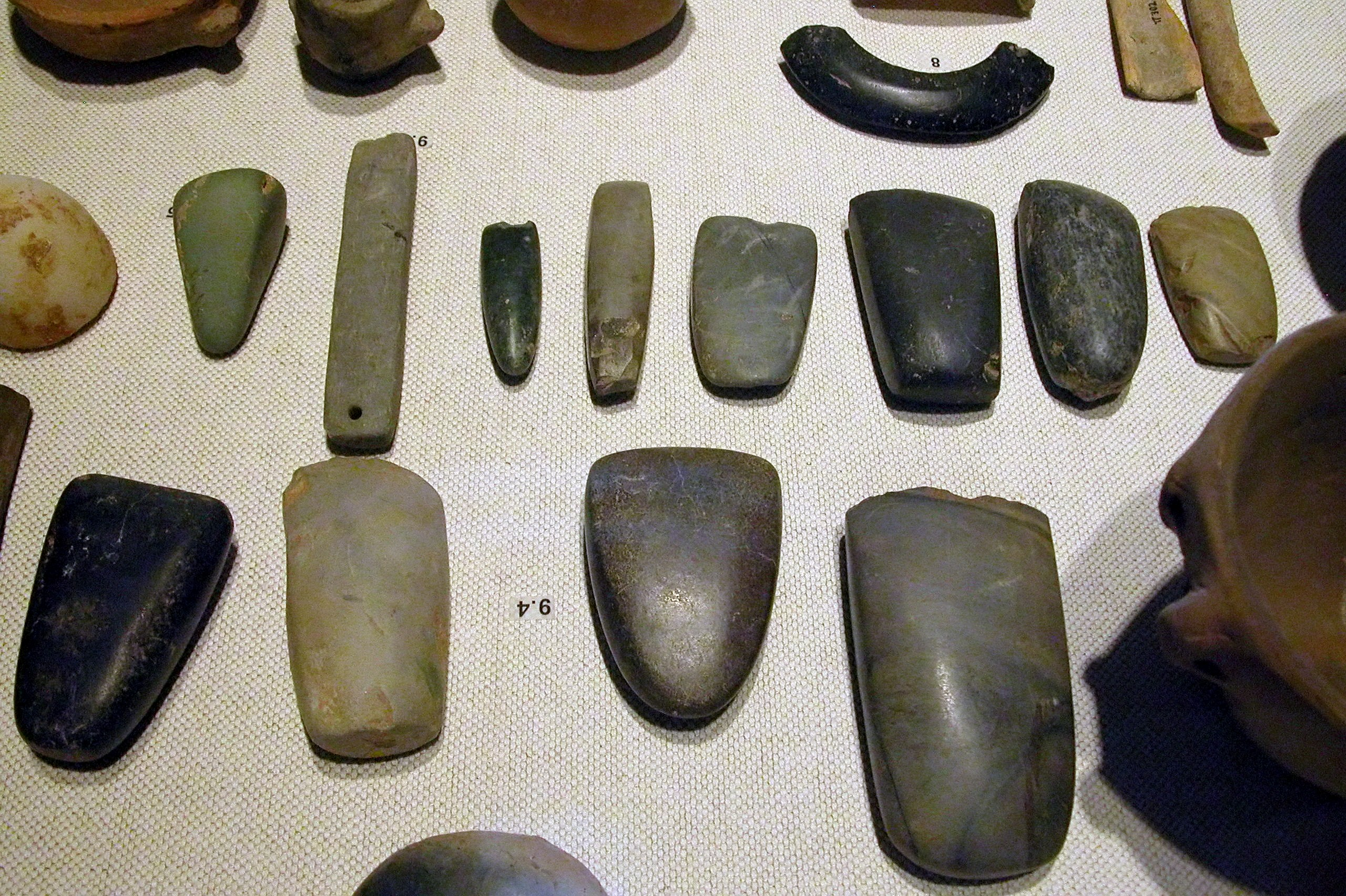
O serie de artefacte neolitice, inclusiv brățări, capete de topor, dalte și instrumente de lustruit

Ascensiunea tehnologică a omului a început cu seriozitate în perioada cunoscută sub numele de Neolitic („Noua Epocă de Piatră”). Invenția topoarelor de piatră a fost un progres major care a permis despădurirea pe scară largă pentru a crea ferme. Utilizarea topoarelor de piatră a crescut foarte mult în Neolitic, dar a fost utilizată inițial în Mezoliticul precedent în unele zone, cum ar fi Irlanda. Agricultura a hrănit populații mai mari de oameni, iar tranziția la sedentarism a permis creșterea simultană a mai multor copii. În plus, copii puteau contribui cu forța de muncă la creșterea culturilor, mai ușor decât ar fi putut în economia vânătorilor-culegători.
Odată cu această creștere a populației și a disponibilității forței de muncă a venit o creștere a specializării forței de muncă.
Ceea ce a declanșat progresul de la satele neolitice timpurii la primele orașe, cum ar fi Uruk, și primele civilizații, cum ar fi Sumer, nu este cunoscut în mod specific; cu toate acestea, se consideră că apariția structurilor sociale din ce în ce mai ierarhizate și a forței de muncă specializate, a comerțului și războiului între culturile adiacente și necesitatea unei acțiuni colective pentru a depăși provocările de mediu, cum ar fi irigarea, au jucat un rol.

#### Unelte metalice
Îmbunătățirile continue au dus la inventarea cuptorului și a foalelor și au oferit, pentru prima dată, capacitatea de a topi și a forja aur, cupru, argint și plumb – metale native găsite în formă relativ pură în natură. Avantajele uneltelor de cupru față de uneltele din piatră, os și lemn au fost rapid evidente pentru oamenii rimpurii, iar cuprul nativ a fost probabil folosit aproape de la începutul Neoliticului (aproximativ 10.000 de ani în urmă). Cuprul nativ nu apare în mod natural în cantități mari, dar minereurile de cupru sunt destul de frecvente și unele dintre ele produc metal cu ușurință atunci când sunt arse în foc de lemn sau de cărbuni. În cele din urmă, prelucrarea metalelor a dus la descoperirea aliajelor precum bronzul și alama (aproximativ 4000 î.Hr.). Primele utilizări ale aliajelor de fier, cum ar fi oțelul, datează din jurul anului 1800 î.Hr.

#### Energie și transport

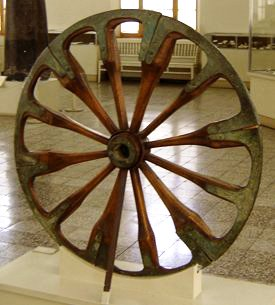
Roata a fost inventată în jurul anului 4000 i.Hr.

Între timp, oamenii învățau să valorifice alte forme de energie. Cea mai veche utilizare cunoscută a energiei eoliene este nava cu vele; cea mai veche înregistrare a unei nave cu pânze este cea a unei bărci de pe Nil datând din mileniul 8 î.Hr. Din timpuri preistorice, egiptenii au folosit probabil puterea inundațiilor anuale ale Nilului pentru a-și iriga pământurile, învățând treptat să regleze o mare parte din acestea prin canale de irigații construite în mod intenționat și bazine de „capturare”. Vechii sumerieni din Mesopotamia foloseau un sistem complex de canale și diguri pentru a devia apa din râurile Tigru și Eufrat pentru irigare.
Potrivit arheologilor, roata a fost inventată în jurul anului 4000 î.Hr., probabil independent și aproape simultan în Mesopotamia (în Irakul actual), Caucazul de Nord (cultura Maykop) și Europa Centrală. Estimările cu privire la momentul în care s-ar fi putut întâmpla acest lucru variază între 5500 și 3000 î.Hr., majoritatea experților apropiind-o de 4000 î.Hr.
Cele mai vechi artefacte cu desene care înfățișează căruțe cu roți datează din aproximativ 3500 î.Hr.; cu toate acestea, este posibil ca roata să fi fost folosită de milenii înainte de realizarea acestor desene. Mai recent, cea mai veche roată de lemn din lume a fost găsită în mlaștinile din Ljubljana, Slovenia.

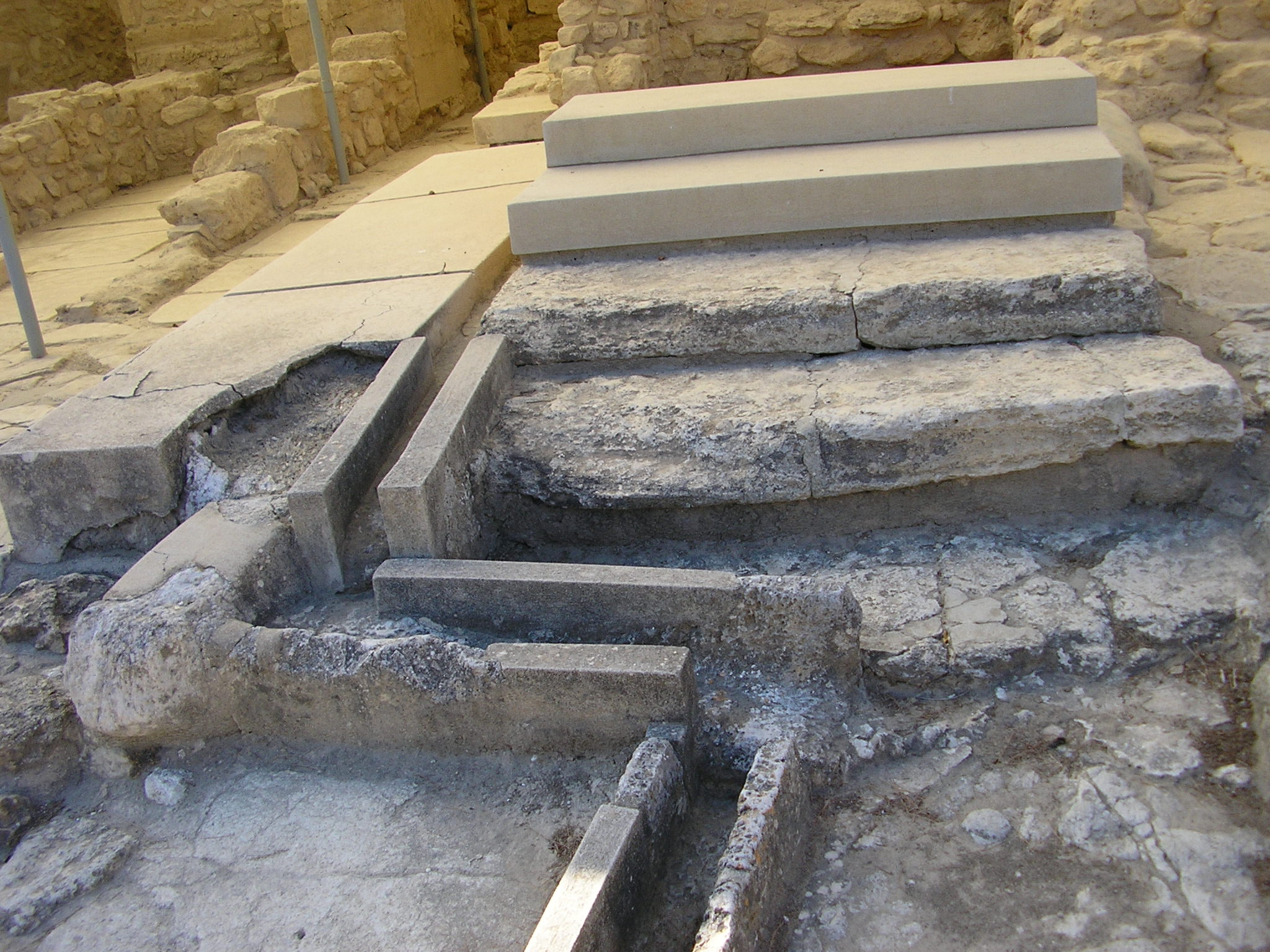
Canalizări ale palatului Cnossos (civilizația minoică)

Inventarea roții a revoluționat comerțul și războiul. Nu a durat mult până s-a descoperit că vagoanele cu roți pot fi folosite pentru a transporta încărcături grele. 
O roată a olarului de ceramică a fost găsită în orașul-stat Ur și a fost datată în jurul anului 3429 î.Hr. Roțile rapide ale olarilor (rotative) au permis producția timpurie în masă de ceramică, însă utilizarea roții ca transformator de energie (prin intermediul roților de apă, morile de vânt) au revoluționat aplicarea surselor de energie non-umane. Primele căruțe cu două roți au fost derivate din strămoșul saniei, un dispozitiv special pentru transportul mărfurilor și au fost utilizate pentru prima dată în Mesopotamia și Iran în jurul anului 3000 î.Hr.
Cele mai vechi șosele construite cunoscute sunt străzile pavate cu piatră ale orașului-stat Ur, datând din jurul anului 4000 î.Hr. și drumurile din lemn care duc prin mlaștinile din Glastonbury, Anglia, datând aproximativ din aceeași perioadă de timp. Primul drum pe distanțe lungi, care a intrat în folosință în jurul anului 3500 î.Hr., se întindea pe 2.500 de km de la Golful Persic până la Marea Mediterană, dar nu a fost asfaltat și a fost doar parțial întreținut. În jurul anului 2000 î.Hr., minoicii de pe insula greacă Creta au construit un drum de cincizeci de kilometri care ducea de la palatul Gortynpe din partea de sud a insulei, prin munți, până la palatul Cnossos în partea de nord a insulei. Spre deosebire de drumul anterior, drumul minoic era complet asfaltat.

#### Instalații sanitare

Pont du Gard din Franța, unul dintre cele mai faimoase apeducte romane antice.

Casele private minoice antice aveau apă curentă. La Palatul Cnossos a fost dezgropată o cadă practic identică cu cele moderne. Mai multe case private minoice aveau și toalete, care puteau fi spălate prin turnarea apei în canalizare. Romanii antici aveau numeroase toalete publice, care se goleau într-un sistem extins de canalizare. Canalul principal din Roma a fost Cloaca Maxima; construcția ei a început în secolul al VI-lea î.Hr. și astăzi este încă în uz.
Romanii antici au avut, de asemenea, un sistem complex de apeducte, care au fost folosite pentru a transporta apa pe distanțe lungi. Primul apeduct roman a fost construit în 312 î.Hr. Al unsprezecelea și ultimul apeduct roman antic a fost construit în anul 226 d.Hr. Puse laolaltă, apeductele romane se întindeau pe 450 de kilometri, dar mai puțin de șaptezeci de kilometri din aceștia erau deasupra solului și susținute de arcade.

### Istorie medievală și modernă (300 d.Hr. – prezent)

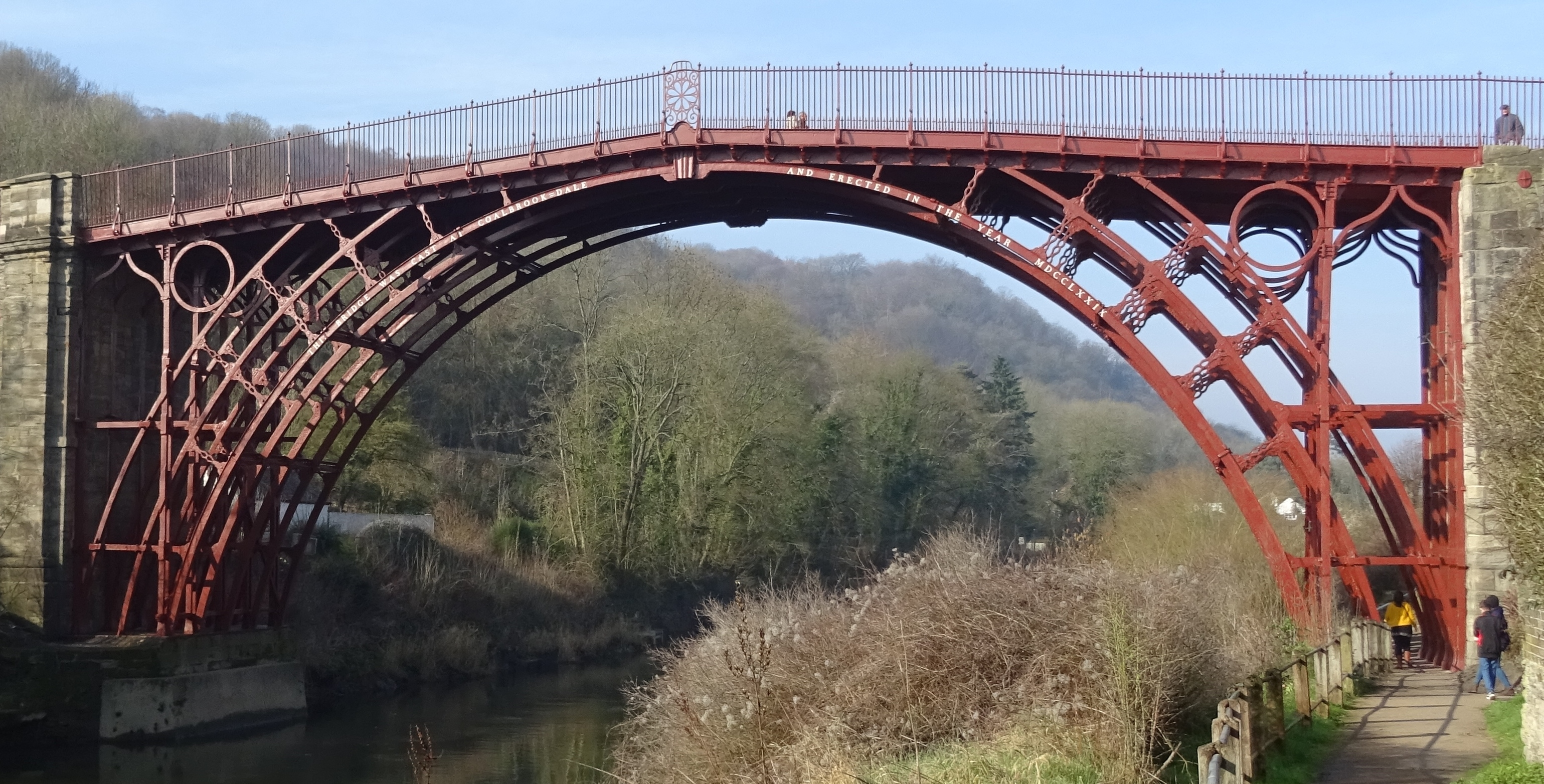
Iron Bridge, Anglia, primul pod din lume construit din fier a fost deschis în 1781.

De-a lungul Evului Mediu au continuat inovații precum fabricarea mătăsii (introdusă în Europa după secole de dezvoltare în Asia), gulerul calului și potcoavele în primele câteva sute de ani după căderea Imperiului Roman din secolul al V-lea. Tehnologia medievală a fost martora utilizării mașinilor simple (cum ar fi pârghia, șurubul și scripetele) combinate pentru a forma unelte mai complicate, cum ar fi roaba, morile de vânt și ceasurile și un sistem de universități care a dezvoltat și a răspândit idei și practici științifice. Renașterea a produs multe inovații, inclusiv presa tipografică (care a facilitat comunicarea cunoștințelor) și tehnologia a devenit din ce în ce mai asociată cu știința. Progresele tehnologice din această perioadă au permis o aprovizionare mai fiabilă cu alimente, urmată de disponibilitatea mai largă a bunurilor de larg consum.

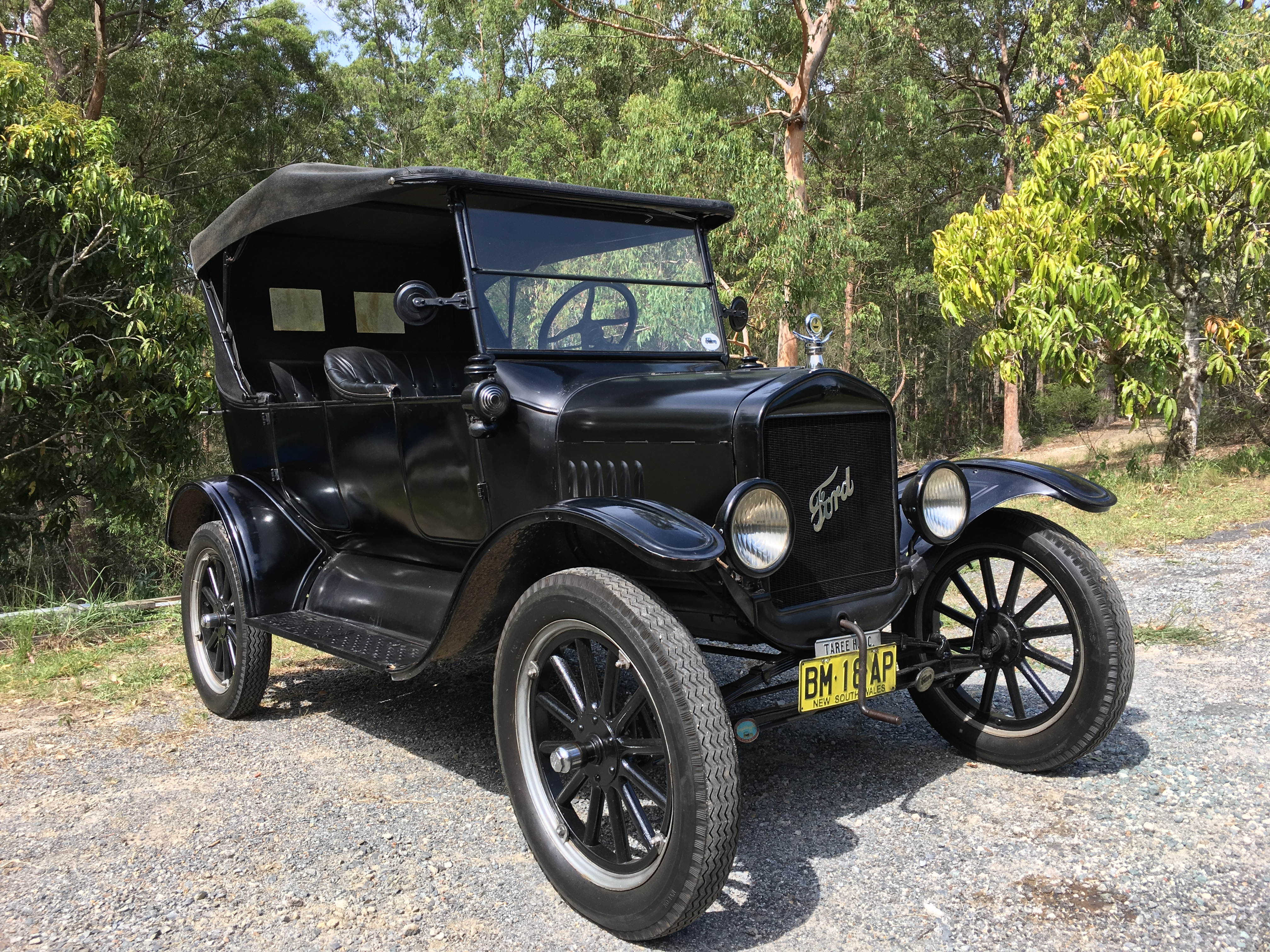
Automobilul a revoluționat transportul personal.

Începută în Regatul Unit în secolul al XVIII-lea, Revoluția Industrială a fost o perioadă de mare descoperire tehnologică, în special în domeniile agriculturii, producției, mineritului, metalurgiei și transporturilor, determinată de descoperirea motorului cu aburi și de aplicarea pe scară largă a sistemului de fabrici. Tehnologia a făcut un alt pas în timpul celei de-A Doua Revoluții Industriale (c. 1870 - c. 1914), prin valorificarea energiei electrice pentru a permite inovații precum motorul electric, becul și nenumărate altele.  Progresele științifice și descoperirea de noi concepte au permis ulterior zborul cu motor și dezvoltarea în medicină, chimie, fizică și inginerie. Creșterea tehnologiei a dus la zgârie-nori și zone urbane largi ai căror locuitori se bazează pe motoare pentru transport. Comunicarea s-a îmbunătățit odată cu inventarea telegrafului, telefonului, radioului și televiziunii. Sfârșitul secolului al XIX-lea și începutul secolului al XX-lea a cunoscut o revoluție în transport cu inventarea avionului și a automobilului.

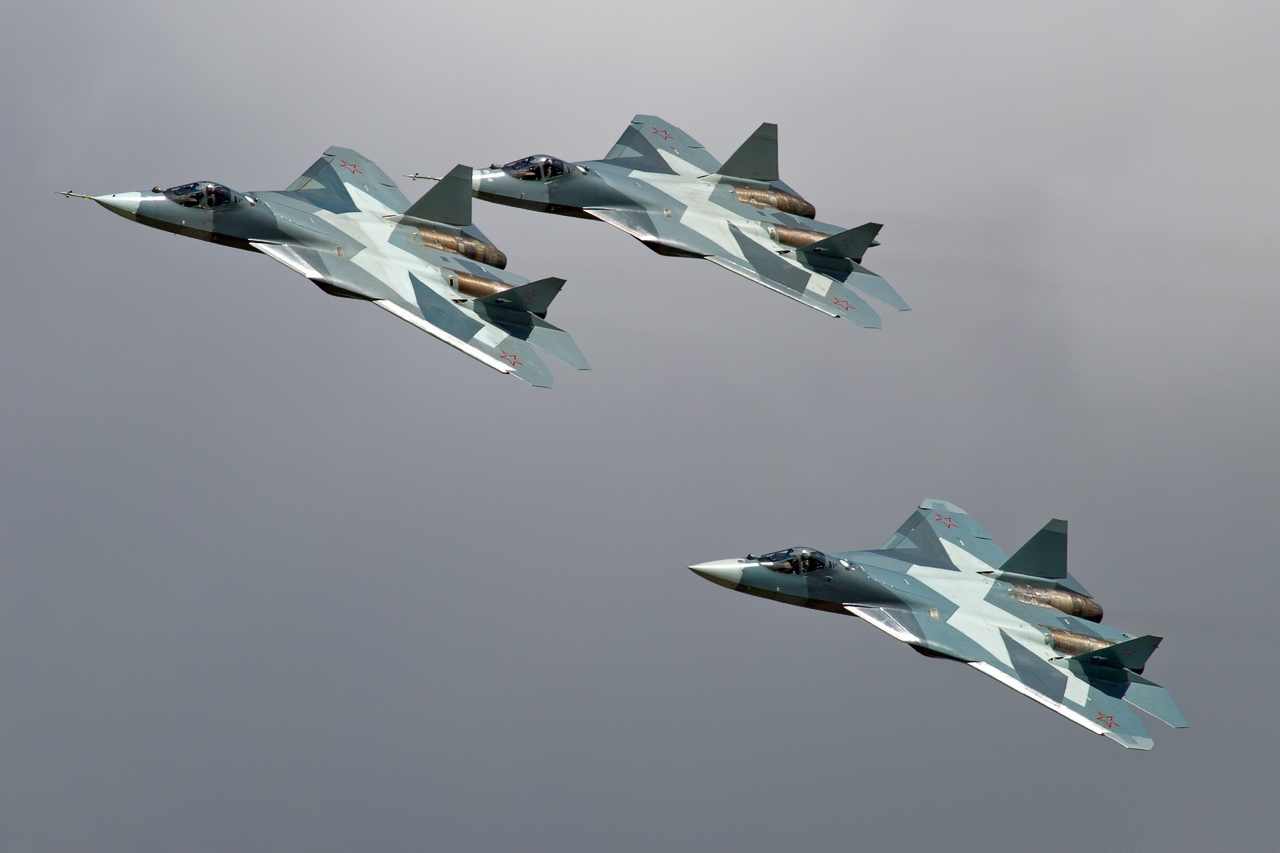
Avioane de superioritate aeriană

Secolul XX a adus o serie de inovații. În fizică, descoperirea fisiunii nucleare a dus atât la arme nucleare, cât și la energie nucleară. Calculatoarele au fost inventate, și ulterior miniaturizate, folosind tranzistoare și circuite integrate. Tehnologia informației a condus ulterior la nașterea internetului în anii 1980, care a introdus actuala eră digitală. Oamenii au început să exploreze spațiul cu sateliți (sfârșitul anilor 1950, mai târziu folosiți pentru telecomunicații) și în misiunile cu echipaj (1960) care au mers până pe Lună. În medicină, această eră a adus inovații, cum ar fi chirurgia pe cord deschis și ulterior terapia cu celule stem, împreună cu noi medicamente și tratamente.
Pentru a realiza și a menține unele dintre cele mai noi tehnologii, sunt necesare tehnici și organizații complexe de fabricație și construcție; au apărut întregi industrii pentru a sprijini și dezvolta generațiile următoare de instrumente din ce în ce mai complexe. Tehnologia modernă se bazează din ce în ce mai mult pe instruire și educație iar personalul specializat necesită o pregătire generală și specifică sofisticată. Mai mult, aceste tehnologii au devenit atât de complexe încât s-au dezvoltat domenii întregi pentru a le sprijini, inclusiv inginerie, medicină și informatică; și alte domenii au devenit mai complexe, cum ar fi construcțiile, transportul și arhitectura.

## Alte specii de animale

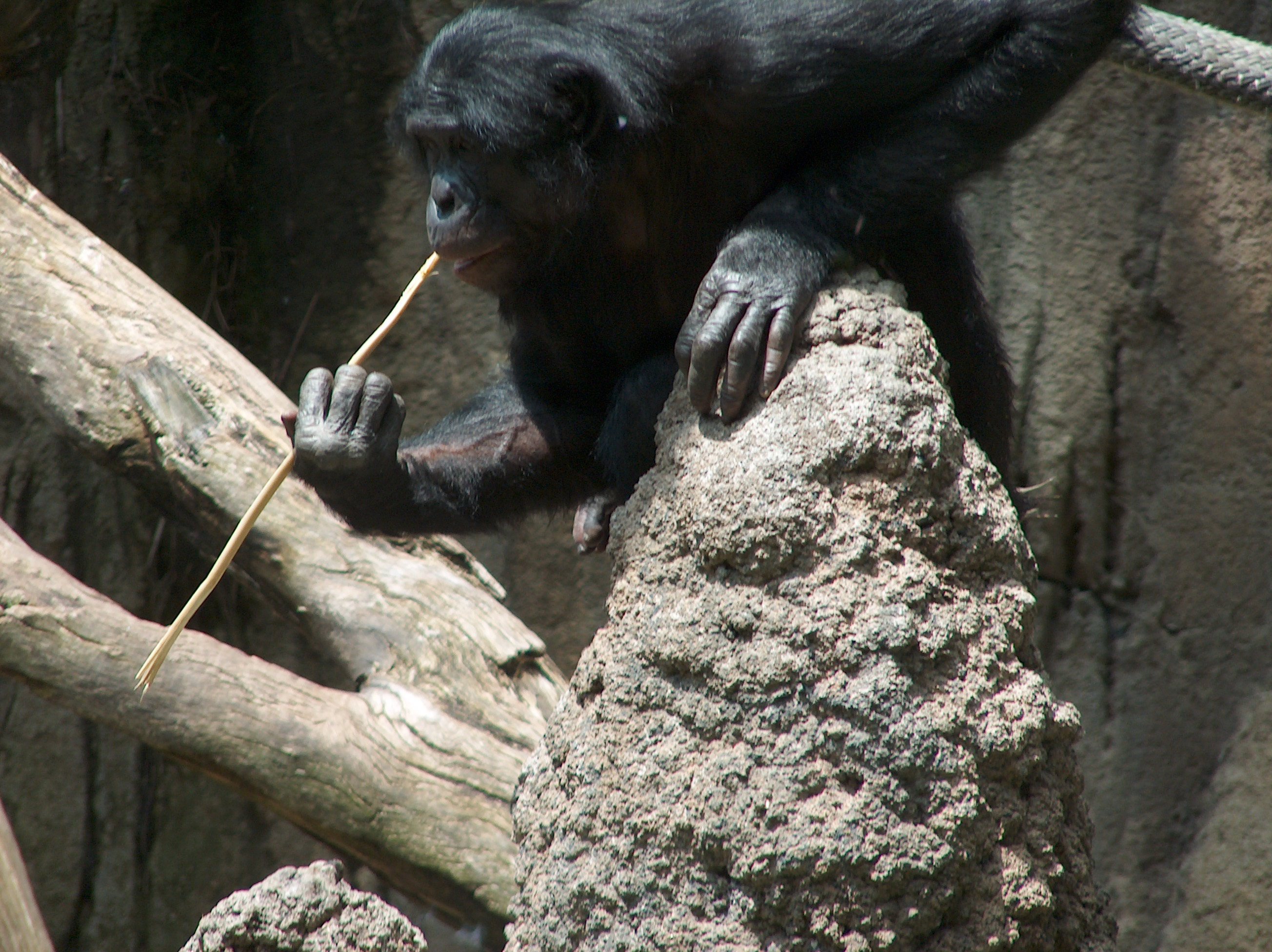
Bonobo „pescuind” termite cu ajutorul unui băț.

Utilizarea tehnologiei de bază este, de asemenea, o caracteristică a altor specii de animale, în afară de oameni. Printre acestea se numără: primate precum cimpanzeii, unele comunități de delfini, și corbi. Având în vedere o perspectivă mai generică a tehnologiei ca etologie a condiționării și controlului activ al mediului, ne putem referi, de asemenea, la exemple de animale, cum ar fi castorii și barajele lor sau albinele și fagurii lor.
Abilitatea de a fabrica și utiliza unelte a fost considerată inițial o caracteristică definitorie a genului Homo. Totuși, descoperirea construcției de unelte în rândul cimpanzeilor și primatelor înrudite a eliminat noțiunea utilizării tehnologiei ca fiind unică pentru oameni. De exemplu, cercetătorii au observat cimpanzeii sălbatici folosind unelte pentru hrănire. Cimpanzeii din vestul Africii folosesc piatra pe post de nicovală sau ciocan pentru spargerea nucilor, la fel ca și maimuțele capucin din Boa Vista, Brazilia.

## Tehnologia viitoare

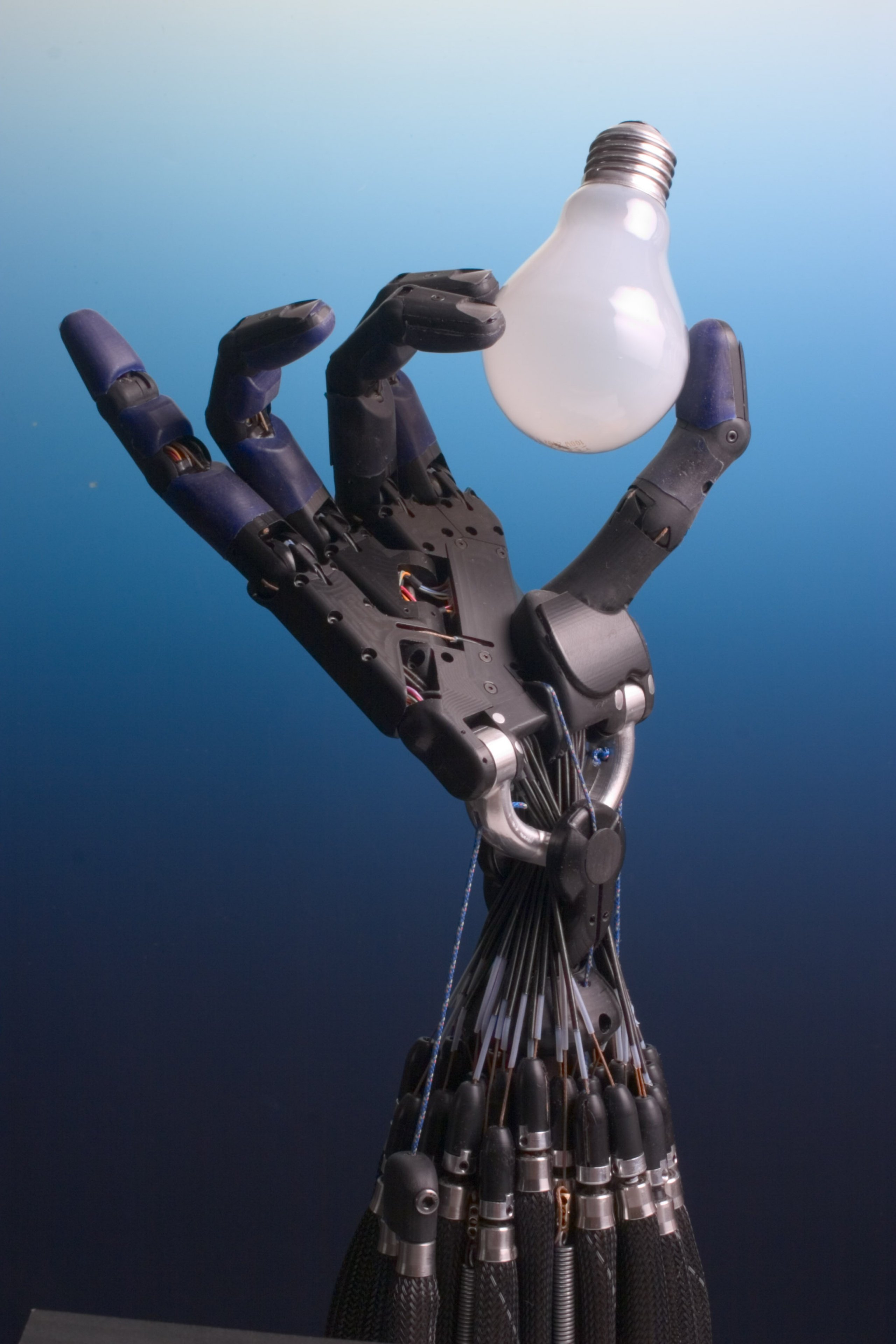
O mână robotică apucă un obiect delicat fără să-l strivească.

Teoriile tehnologiei încearcă adesea să prezică viitorul tehnologiei bazate pe înalta tehnologie și știința vremii. La fel ca în cazul tuturor previziunilor viitorului, tehnologia este însă incertă.
În 2005, futurologul Ray Kurzweil a prezis că viitorul tehnologiei va consta în principal dintr-o „revoluție GNR” suprapusă de genetică, nanotehnologie și robotică, robotica fiind cea mai importantă dintre cele trei. Această revoluție viitoare a fost explorată în filme, romane și jocuri video, care au prezis crearea multor invenții, precum și previzionarea evenimentelor viitoare. Oamenii au făcut deja câțiva dintre primii pași către realizarea revoluției GNR.
Descoperirile recente și ingeniozitatea ne-au permis să creăm robotică sub forma inteligenței artificiale, precum și sub forma fizică a roboților. Inteligența artificială (AI) a fost utilizată pentru o varietate de scopuri, inclusiv asistenți personali într-un telefon inteligent.
Unii cred că viitorul roboticii va implica o „inteligență non-biologică mai mare decât cea umană”. Alții cred că viitorul va implica servitorii AI care vor crea o viață ușoară și fără efort pentru omenire, unde roboții vor deveni forța de muncă principală. Roboți controlați de om, cum ar fi dronele, au fost dezvoltați pentru a îndeplini sarcini precum dezactivarea bombelor și explorarea spațiului. 
Universități precum Harvard lucrează la inventarea unor roboți autonomi care să fie utilizați în situații care ar ajuta oamenii, precum chirurgia robotică, roboți de căutare și salvare și roboți de kinetoterapie.
Genetica a fost, de asemenea, explorată, oamenii înțelegând ingineria genetică într-un anumit grad. Unii au speculat viitorul ingineriei umane incluzând „super-oameni”, oameni care au fost proiectați genetic pentru a fi mai rapizi, mai puternici și mai adaptabili față de oamenii actuali. Alții cred că ingineria genetică va fi utilizată pentru a face oamenii mai rezistenți sau complet imuni la unele boli. Unii chiar sugerează că „clonarea”, procesul de creare a unei copii exacte a unui om, poate fi posibilă prin inginerie genetică.
Unii cred că în următorii 10 ani, oamenii vor descoperi tehnologia nanobotică, în timp ce alții cred că suntem la secole distanță de invenția sa. Futurologii cred ca tehnologia nanobotică va permite oamenilor să „manipuleze materia la scara moleculara si atomica”. Această descoperire ar putea deschide calea pentru multe progrese științifice și medicale, cum ar fi vindecarea de noi boli sau inventarea unei tehnologii mai eficiente. Se crede, de asemenea, că nanoboturile ar putea fi injectate sau introduse în alt mod în interiorul corpului uman și pot înlocui anumite părți, menținând oamenii sănătoși pentru o perioadă incredibil de lungă de timp sau combătând într-o anumită măsură insuficiența organelor.